# 福地高子・ヒーマンのとっておきの夜なのだ!
福地高子・ヒーマンのとっておきの夜なのだ!（ふくちたかこひーまんのとっておきのよるなのだ!）は2005年10月3日から2014年3月24日までRKB毎日放送（RKBラジオ）で放送されていた夜のワイド番組である。ヒーマンから田中友英への出演者変更に合わせ、福地高子・田中友英のとっておきの夜なのだ!（ふくちたかこたなかともひでの - ）に改題された。

## 放送時間

### 現在の放送時間
- 月曜：18:00〜20:30（2012年度ナイターオ期）

### 過去の放送時間
- 月曜：18:05〜20:05（2012年度ナイターオ期）
- 月曜：18:00〜20:05（2012年度ナイターシーズン期、但し4月〜6月は18:00〜20:20、「くろいさでつながろう」開始に伴い短縮）
- 月曜：18:30〜20:30（2011年度ナイターシーズン期、但し4月〜6月は18:20〜20:30、「政策情報 官邸発」開始に伴い短縮）
- 月曜：18:30〜20:30・火曜〜金曜：18:30〜21:00（2010年度・2011年度ナイターオフ期）
- 月曜：18:30〜20:30（2010年度ナイターシーズン期）
- 月曜：18:30〜20:30・火曜〜金曜：18:05〜20:30（2009年度ナイターオフ期）
- 月曜：18:25〜20:30（2009年度ナイターシーズン期）
- 月曜：18:40〜20:30・火曜〜金曜：18:05〜20:30（2008年度ナイターオフ期）
- 月曜：18:25〜20:45（2008年度ナイターシーズン期）
- 月曜：18:35〜20:35・火曜〜金曜：18:05〜21:00（2007年度ナイターオフ期）
- 月曜：18:30〜20:35（2007年度ナイターシーズン期）
- 月曜：17:53〜21:00・火曜〜金曜：17:53〜20:00（2006年度ナイターオフ期）
- 月曜：18:15〜21:00（2006年度ナイターシーズン期）
- 月曜〜金曜：17:54〜20:00（2005年度ナイターオフ期）

## パーソナリティ
- 福地高子
- ヒーマン
- 田中友英（ヒーマン降板後）

## コーナー

### 現在放送中のコーナー
- とっておきの出来事ロジー
ニュースや芸能情報を紹介するコーナー。
- 大きな声では言えないが小さな声では聞こえない!!
ヒーマンが架空の企業とっておき商事のセールスマンに扮し、便利なグッズを紹介するコーナー。現在は月曜日は18時台のみ、火〜金曜日は18時台と20時台の2回放送される。
過去には、一部の人にしか知らないような話題を紹介するコーナーだった。
- とっておきの夜はどこ?!
リポーターの湯浅千代美（2011年3月までは上田知佳）が博多駅筑紫口でインタビューをするコーナー。過去は居酒屋などでもインタビューを行っていた。
過去はナイターシーズン期は月曜日、ナイターオフ期は火曜日に放送されていたが、現在はシーズン期オフ期関わらず月曜日に放送されている。
- あっちこっち今夜も!パクリ!
国内外の話題・ニュースを雑誌などから紹介するコーナー。
- とっておきの教養講座
福地が日本語に関する事を紹介するコーナーで、現在は古文で書かれた物語を読み、その物語を現代文に訳しながら紹介している。
過去には、
伊勢物語（2008年12月〜）
竹取物語（2008年4月〜2008年12月）
徒然草（〜2008年3月）
古事記
日本語のある言葉の意味・語源
故事成語やことわざの意味・語源
小倉百人一首
紫式部日記
平家物語
なども紹介した。
- 快適生活ラジオショッピング
商品の紹介は福地と橋詰京美が行う。
- 日本全国おいしい話
リスナーから寄せられた、その週の都道府県の話題を紹介するコーナー。
水曜日はその週の都道府県の関係者と電話をつないでトークをする。
金曜日はその週の都道府県の民謡を紹介する。
ナイターシーズン期では、リスナーの夕食などを紹介するコーナー。
- とっておきクイズ耳をすまして（月曜日）
ある音を流し、その音が何の音なのかをリスナーに対して出題するコーナー。はがきでのみ回答を募集し正解者の中から番組ノベルティのお風呂ラジオをプレゼントする。
- なつかしのこどもうた
童謡や唱歌を紹介するコーナー。以前は「とっておきのこどもうた」というタイトルであった。

### ナイターオフ期のみのコーナー
- とっておきの四文字熟語クイズ（火曜〜金曜日）
パーソナリティのヒントを頼りにその答えとなる四文字熟語の前半か後半の二文字をリスナーに対して出題するコーナー。はがきでのみ回答を募集し正解者の中から番組ノベルティのお風呂ラジオをプレゼントする。
- とっておきの生き物通信（火曜〜金曜日）
リスナーから寄せられたペット自慢を紹介するコーナー。また曲名に生き物が入った楽曲を毎回1曲オンエアする。
2011年秋のオフシーズンより、コーナーの終わりに福地がイソップ物話を1つ紹介し、ヒーマンがこの物語から得る教訓を答えるようになった。しかしヒーマンが答える教訓は教訓というよりボケに近い。

### 過去に放送したコーナー
- とっておきの漢字五文字連想クイズ
- カト淳のコンビニからコンビニハ
- B級グルメ自慢（〜2006年9月）
リスナーから寄せられたB級グルメのレシピなどを紹介するコーナー。
- とっておきのお悩み相談室（〜2006年6月）
リスナーからの悩みをパーソナリティやほかのリスナーの力で悩みを解決するコーナー。
- 自慢の金メダル（2006年7月〜2006年9月）
リスナーから寄せられた大きな自慢や小さな自慢を紹介するコーナー。
- 今夜も一杯、飲んで候（番組自体は2007年9月に終了）
- とっておきの漢字一文字連想クイズ（〜2007年9月）
パーソナリティのヒントを頼りにそのヒントの答えとなる漢字一文字をリスナーに対して出題するコーナー。
- とっておきのリクエスト（〜2007年9月）
番組唯一のリクエストコーナー。リスナーの思い出の曲をリクエストする。
- とっておきのトリビア・トリビア（2007年10月〜2008年9月）
ヒーマンが様々な薀蓄を披露するコーナー。
ナイターオフ期は火曜〜金曜日、ナイターシーズン期は月曜日に放送。
- とっておきの探検隊
最近、世の中で起こっている社会現象や身近な話題などを取り上げて語るコーナー。
コーナー名を言った後にレギュラーの「あるある探検隊」のものまねをするのが恒例となっている。
- 黒伊佐錦で乾杯!（木曜日）
リポーターのMIYUKIがエリア内の居酒屋などを訪れてインタビューをするコーナー。
- 居酒屋からこんばんは（水曜日）
以前は「ホークス歌の応援団」の1コーナーとして放送していた。
- とっておきのおいしい話
リスナーからの寄せられた、その日のテーマの食べ物に関するメッセージを紹介するコーナー。

期間限定のコーナー
- 思いつきクイズ
2006年12月の聴取率調査期間限定のコーナー。福地が出す、ちょっと頭を使う問題をメールかハガキで応募。翌週に答えを発表し、月曜〜金曜日まで1人ずつ弁当箱の当選者を発表する。
- ドライバー応援キャンペーン
2007年12月の聴取率調査期間限定のコーナー。RKBラジオの他番組でも展開した。
- また、コーナーではないが、2007年4月頃から2007年6月まで福地が九州の道の駅を散策していたことがあり、福地がその話題を紹介するコーナーがあった。さらに道の駅で購入したお土産（福地はこれを「旅気分セット」と呼んでいた）をハガキで応募したリスナーに限り抽選でプレゼントしていた。

ラジオショッピング
- とっておきラジオショッピング
- テレマートラジオショッピング
- とっておき健康ラジオショッピング
「とっておきラジオショッピング」とは違い、ここでは健康食品を紹介する。
- 欲しい物いっぱい通販物語
- RKBラジオショッピング

## ノベルティグッズ
現在
- お風呂ラジオ（2007年10月〜）

過去
- 様々な入浴グッズ（2007年10月〜2007年3月）
  - 月曜日：お風呂ラジオ（2008年1月21日放送分から。2008年1月14日放送分までは、お風呂タオル）
  - 火曜日：お風呂タオル（2008年1月22日放送分から。2008年1月15日放送分までは、垢すりセット）
  - 水曜日：垢すりセット（2008年1月23日放送分から。2008年1月16日放送分までは、お風呂枕）
  - 木曜日：お風呂枕（2008年1月24日放送分から。2008年1月17日放送分までは、石鹸入れと石鹸）
  - 金曜日：石鹸入れと石鹸（2008年1月25日放送分から。2008年1月18日放送分までは、お風呂ラジオ）
  - 2007年12月の聴取率調査期間中は月曜から金曜までの入浴グッズを全部プレゼントしていた。
- 保温・保冷バッグと3段式ランチボックス（2006年10月〜2007年9月）
- 保温・保冷バッグと2段式ランチボックス（〜2006年10月）
  - 過去に福地は「このランチボックスは百均で売っている」と言っていた。

## エピソード
- 番組開始から1年ぐらいまでは、懐かしのアニメソングをはじめ、ほかのラジオ番組では流さないような変わった曲が流れることが多かったが、現在は歌謡曲を中心に流している。
- ナイターオフ期は毎週都道府県から1つを選び、その都道府県に関するおいしい食べ物やエピソードをリスナーから募集し紹介する。2011年秋は沖縄県より始まった。
- 番組内では、福地はカメ、ヒーマンはイカと呼ばれている。なぜそう呼ばれるようになったのかは不明。最近はあまり言われなくなった。
- この番組は2005年度のギャラクシー賞ラジオ部門の選奨として受賞した。